# Подводные лодки типа «Пизани»
Подводные лодки типа «Пизани» — лодки средней дальности, построенные для итальянского флота. Проект разработан фирмой-строителем по тому же техническому заданию, что и подводные лодки типа «Mameli». Вступили в строй в 1929 году.

## Конструкция
Конструкция однокорпусная, с бортовыми булями, рабочая глубина погружения 90 м. Превосходили подводные лодки типа «Мамели» по запасу хода, но, как и последние, имели недостаточную остойчивость. Вскоре после введения в строй получили бортовые були — остойчивость повысилась, но упала скорость (с 17,3/8,8 до 15/8,2 узл.).

## Служба
К началу войны считались устаревшими, с 1942 г. три лодки разоружили и они служили зарядными станциями и бункеровщиками.
Субмарина «Pisani» была списана 1.02.1948 и вскоре после этого разобрана на металл.

## Представители

### Des Geneys
После спуска на воду вошла в состав V дивизиона подлодок среднего радиуса действия с базой в Неаполе.
В 1930 г. совершила учебный поход в восточной части Средиземного моря. В Ла Специи произошел пожар из-за батареи (произошел при погрузке), погибло несколько членов экипажа.
В 1935 году переведена в Ла Специю, а в 1936 году вошла в состав II дивизиона VI группы подводных лодок в Леро [9] .
Он участвовала в гражданской войне в Испании. Участие было безрезультатным.
17 августа 1940 г. лодка вышла в свой первый боевой поход (под командованием капитан-лейтенанта Антонио Куззанити (Antonio Cuzzaniti)) в район Крита. 3 сентября была замечена группа британских судов, но атаку провести не удалось и 4 сентября лодка вернулась на базу.
В трех последующих миссиях лодка прошла 3055 миль в надводном и 268 в подводном положениях.
В сентябре 1940 переведена в школу подводников в Пола. С 21 сентября 1940 по 28 мая 1942 года на лодке было проведено 139 учебных заданий. При возвращении с одного из заданий, лодка была протаранена миноносцем Rosolino Pilo.
28 мая 1942 года лодка была переделана в зарядную станцию. 9 сентября 1943 года была затоплена в гаване Фиума.

### Giovanni Bausan
После спуска на воду вошла в состав V дивизиона подлодок среднего радиуса действия с базой в Неаполе.
В ночь с 2 на 3 мая 1932 года во время учебного похода лодка села на мель возле островов Морморато, но осталась на плаву. В 1937 году без результатно принимала участие в Гражданской войне в Испании. С 10 по 13 июня 1940 совершила свой первый боевой поход в район Мальты. 13 июня лодка была замечена лодками противника, по ней была выпущена торпеда, но лодка смогла уклониться. Последующие походы были также без результативными. В 1941 году лодка была передана школе подводников в Пола. 18 октября 1946 года лодка была выведена из состава флота и списана на слом.

### Marcantonio Colonna
После спуска на воду вошла в состав V дивизиона подлодок среднего радиуса действия с базой в Неаполе.
Во время испытаний 10 октября 1929 года лодка достигла глубины 109 метров.
В сентябре 1930 года была ушла в учебный поход в восточную часть Средиземного моря. В 1935 годы лодка переведена на базу в Ла Специи, а в 1936 в Лерос, в II дивизион VI группы.
Участвовала в Гражданской войне в Испании без особых результатов. В 1937 году назначена головной лодкой III дивизиона III группы в Мессине. В конце сентября 1940 года осуществляя патрулирование в районе Тобрука была ошибочно атакована другой итальянской лодкой, но смогла уклониться от торпед. 31 января 1941 года была отправлена в район Мальты, но вынуждена была вернуться из-за повреждений двигателей. Позднее была переведена в Геную для обороны порта от атак противника.
1 июня 1942 года была разоружена и переделана в зарядную станцию. Находясь в Генуе исключена из списков флота 18 октября 1946 и сдана на слом.
Самая результативная итальянская лодка времен Второй Мировой войны.

### Vettor Pisani
После спуска на воду вошла в состав V дивизиона подлодок среднего радиуса действия с базой в Неаполе. В следующем году участвовала в учебном походе по Средиземному морю. В 1935 годы лодка переведена на базу в Ла Специи, а в 1936 в Лерос, в II дивизион VI группы. Участвовала в Гражданской войне в Испании выпустив две торпеды по кораблям противника. В 1938 годы переведена в состав XXXI дивизиона III группы в Мессине. Во время Второй Мировой войны лодка участвовала только в двух боевых походах в район Мальты в июне и июле 1940. До конца 1940 года находилась в силах обороны, затем переведена в подводную школу в Пола.
Исключена из состава флота 1 февраля 1948 и сдана на слом.